# Edward Anderson (Fußballspieler, 1883)
Edward Totty Anderson (* 21. Dezember 1883 in Newcastle upon Tyne; † 1975) war ein englischer Fußballspieler.

## Karriere
Anderson war als Mittelstürmer für Willington Athletic in der Northern Alliance aktiv, bevor er im Sommer 1905, ebenso wie sein Mannschaftskamerad Charles Johnson, zu Sheffield United in die Football League First Division wechselte, die nach dem Abgang von Reserve-Mittelstürmer Frank Edgley zum FC Fulham Bedarf hatten. Bei Sheffield besetzte in der Saison 1905/06 zumeist der Nationalspieler Arthur Brown die Mittelstürmerposition. Anderson kam am 17. Februar 1906 gegen Derby County zu seinem Debüt, blieb bei dem 1:0-Sieg aber ohne Torerfolg und fand in der Folge keine Berücksichtigung mehr. Zur folgenden Saison schloss sich Anderson dem in der Southern League spielenden Klub Queens Park Rangers an und traf bei seinem Debüt gegen Luton Town (Endstand 1:1). Nach vier Spielen auf der Mittelstürmerposition kam er auch wiederholt als linker und rechter Halbstürmer zum Einsatz. War er in der Spielzeit 1906/07 noch zu 18 Einsätzen (3 Tore) gekommen – die Mannschaft schloss die Spielzeit auf dem drittletzten Rang ab, – gehörte er in der folgenden Saison nur noch einmal zum Aufgebot, als sich die Rangers die Meisterschaft in der Southern League sicherten.